# Unione Sportiva Pro Vercelli 1939-1940
Questa voce raccoglie le informazioni riguardanti l'Unione Sportiva Pro Vercelli nelle competizioni ufficiali della stagione 1939-1940.

## Rosa
| N. |                   | Ruolo | Calciatore           |
| -- | ----------------- | ----- | -------------------- |
|    | Italia (bandiera) | A     | Lanfranco Alberico   |
|    | Italia (bandiera) | A     | Paolo Barbero        |
|    | Italia (bandiera) | D     | Aldo Beretta         |
|    | Italia (bandiera) | C     | Francesco Bergamasco |
|    | Italia (bandiera) | D     | Angelo Bredo         |
|    | Italia (bandiera) | C     | Walter Carasso       |
|    | Italia (bandiera) | C     | Eusebio Castigliano  |
|    | Italia (bandiera) | C     | Indro Cenci          |
|    | Italia (bandiera) | C     | Vincenzo Coltella    |
|    | Italia (bandiera) | P     | Donato Donati        |
|    | Italia (bandiera) | D     | Giuseppe Donati      |
|    | Italia (bandiera) | A     | Domenico Gambino     |
|    | Italia (bandiera) | P     | Augusto Ghione       |

| N. |                   | Ruolo | Calciatore           |
| -- | ----------------- | ----- | -------------------- |
|    | Italia (bandiera) | D     | Germano Lanino       |
|    | Italia (bandiera) | D     | Piero Mocca          |
|    | Italia (bandiera) | A     | Valeriano Ottino     |
|    | Italia (bandiera) | A     | Aldo Prata Pizzala   |
|    | Italia (bandiera) | A     | Dino Poggi           |
|    | Italia (bandiera) | C     | Giuseppe Pozzo       |
|    | Italia (bandiera) | D     | Giovanni Pramaggiore |
|    | Italia (bandiera) | D     | Federico Roncarolo   |
|    | Italia (bandiera) | D     | Michele Ruella       |
|    | Italia (bandiera) | C     | Amerigo Salati       |
|    | Italia (bandiera) | A     | Giuseppe Vaccarino   |
|    | Italia (bandiera) | A     | Donato Vaglio        |
|    | Italia (bandiera) | C     | Giuseppe Vannucci    |

## Risultati

### Serie B

#### Girone di andata
| Arbitro: | Goracci (Firenze) |

|                       |           |  |
| Dusi 41’ Grazioli 88’ | Marcatori |  |

| Arbitro: | Fois (Roma) |

|             |           |  |
| Pizzala 15’ | Marcatori |  |

| Arbitro: | Forni (Trento) |

|                         |           |                           |
| Gambino 52’ Pizzala 65’ | Marcatori | 37’ Cattaneo 82’ Bramanti |

| Arbitro: | Tonnetti (Roma) |

|  |           |                            |
|  | Marcatori | 17’, 46’, 74’, 85’ Pizzala |

| Vercelli 15 ottobre 1939 5ª giornata | Pro Vercelli | 1 – 0 | Anconitana-Bianchi | Stadio Leonida Robbiano |

| Arbitro: | Bellè (Venezia) |

|                                             |           |                  |
| Cominelli 2’ Bui 64’ Ciancamerla 89’ (rig.) | Marcatori | 81’ (rig.) Cenci |

| Arbitro: | Salvatori (Roma) |

|  |           |                 |
|  | Marcatori | 65’ Ventimiglia |

| Lucca 5 novembre 1939 8ª giornata | Lucchese    | 0 – 0 referto | Pro Vercelli | Stadio Porta Elisa\| Arbitro: \| Fois (Roma) \| |
| Arbitro:                          | Fois (Roma) |               |              |                                                 |

| Arbitro: | Limido (Milano) |

|                     |           |  |
| Foglia 8’ Rosso 73’ | Marcatori |  |

| Arbitro: | Gorini (Milano) |

|            |           |                  |
| Vaglio 73’ | Marcatori | 68’ (rig.) Dapas |

| Arbitro: | Cardinali (Milano) |

|                                       |           |                                       |
| Pizzala 14’ Salati 28’ Poggi 31’, 84’ | Marcatori | 59’ Costenaro 67’ Santillo 77’ Molena |

| Arbitro: | Scotto (Savona) |

|                                              |           |                             |
| Porcelli 51’, 69’, 88’ Melato 70’ Coccia 86’ | Marcatori | 78’ (rig.) Cenci 89’ Ruella |

| Arbitro: | Limido (Milano) |

|                                                     |           |                         |
| Poggi 7’ Pizzala 37’ Pozzo 40’ Castigliano 80’, 81’ | Marcatori | 73’ Barbi 87’ Tavellini |

| Arbitro: | Gnocchini (Como) |

|                                                                        |           |             |
| Spivach 44’, 59’ Tabanelli 53’, 66’, 73’ Menini 82’ D'Odorico 87’, 88’ | Marcatori | Castigliano |

| Arbitro: | Rossi (Milano) |

|                                  |           |                                 |
| Castigliano 5’ Poggi Pizzala 76’ | Marcatori | 63’ (rig.), 70’ (rig.) Mongardi |

| Arbitro: | Cardinali (Milano) |

|                                                |           |  |
| Pizzala 16’ Donati II 47’ Castigliano 63’, 80’ | Marcatori |  |

| Arbitro: | Limido (Milano) |

|                                        |           |  |
| Cappello 27’ (rig.), ?’, 58’ Orzan 43’ | Marcatori |  |

#### Girone di ritorno
| Arbitro: | Soliani (Genova) |

|                                  |           |              |
| Donati II 10’, ?’ Pozzo 64’, 82’ | Marcatori | 25’ Grazioli |

| Arbitro: | Moretti (Genova) |

|                                                              |           |                         |
| Viani II 4’, 51’ Tori 49’ Cattaneo 70’ Zidarich 73’ Stua 74’ | Marcatori | 13’ Pozzo 60’ Donati II |

| Arbitro: | Marsciani (Modena) |

|           |           |                  |
| Longhi 6’ | Marcatori | 44’ (rig.) Pozzo |

| Arbitro: | Scarpi (Dolo) |

|                           |           |                                               |
| Ottino 3’ Castigliano 26’ | Marcatori | 15’ (aut.) Vannucci 17’ Cossio 52’ Ponzinibio |

| Arbitro: | Neri (Vicenza) |

|                          |           |           |
| Zuccotti 47’, 86’ (rig.) | Marcatori | 60’ Cenci |

| Arbitro: | Soliani (Genova) |

|                               |           |                           |
| Alberico 41’ Pozzo 44’ (rig.) | Marcatori | 40’ Gaddoni 50’ Cominelli |

| Arbitro: | Pirovano (Monza) |

|  |           |           |
|  | Marcatori | 71’ Pozzo |

| Arbitro: | Salvatori (Roma) |

|                                                                     |           |                     |
| Salati 25’ Pizzala 37’, 38’ Ottino 61’ Pozzo 66’ Pescini 72’ (aut.) | Marcatori | 33’ Capra 67’ Colli |

| Arbitro: | Bonivento (Venezia) |

|                                  |           |  |
| Ottino 5’ Salati 17’ Pizzala 35’ | Marcatori |  |

| Arbitro: | Rizzo (Messina) |

|             |           |  |
| Gambini 57’ | Marcatori |  |

| Arbitro: | Fois (Roma) |

|            |           |                                        |
| Pacini 13’ | Marcatori | 14’, 62’ Barbero 52’, 78’ (rig.) Pozzo |

| Arbitro: | Mazza (Torre del Greco) |

|                                   |           |                 |
| Alberico 72’ Pozzo 82’ Salati 87’ | Marcatori | 33’, ?’ Canazza |

| Arbitro: | Galetti |

|                       |           |  |
| Andreis 18’ De Prisco | Marcatori |  |

| Arbitro: | Limido (Milano) |

|              |           |  |
| Vannucci 83’ | Marcatori |  |

| Bologna 2 giugno 1940 32ª giornata                                                                    | Molinella | 6 – 1 referto | Pro Vercelli | Stadio Littoriale |
| \| \| \| \| \| Spadoni 26’, 83’ Polesini 29’, 55’ Busoni 59’ Gaiani 87’ \| Marcatori \| 63’ Ottino \| |           |               |              |                   |
| |           |               |              |                   |
| Spadoni 26’, 83’ Polesini 29’, 55’ Busoni 59’ Gaiani 87’                                              | Marcatori | 63’ Ottino    |              |                   |

| Catania 9 giugno 1940 33ª giornata | Catania                    | 0 – 0 referto | Pro Vercelli | Stadio Cibali\| Arbitro: \| Bertone (Torre Annunziata) \| |
| Arbitro:                           | Bertone (Torre Annunziata) |               |              |                                                           |

| Arbitro: | Poggipollini (Ferrara) |

|                     |           |                                    |
| Gambino 30’ Pizzala | Marcatori | 31’ Bedosti 50’ Pavan 69’ Cappello |

### Coppa Italia
| Arbitro: | Zeccheroni |

|                                                   |           |                                                |
| Malinverni 17’ Degara 53’, 57’, 85’ Fumagalli 79’ | Marcatori | Poggi 42’ Vannucci 83’ Pizzala ?’ (rig.) Pozzi |

## Statistiche

### Statistiche di squadra
| Competizione | Punti | In casa | In casa | In casa | In casa | In casa | In casa | In trasferta | In trasferta | In trasferta | In trasferta | In trasferta | In trasferta | Totale | Totale | Totale | Totale | Totale | Totale | DR |
| Competizione | Punti | G       | V       | N       | P       | Gf      | Gs      | G            | V            | N            | P            | Gf           | Gs           | G      | V      | N      | P      | Gf     | Gs     | DR |
| ------------ | ----- | ------- | ------- | ------- | ------- | ------- | ------- | ------------ | ------------ | ------------ | ------------ | ------------ | ------------ | ------ | ------ | ------ | ------ | ------ | ------ | -- |
| Serie B      | 34    | 17      | 11      | 3       | 3       | 44      | 24      | 17           | 3            | 3            | 11           | 18           | 43           | 34     | 14     | 6      | 14     | 62     | 67     | -5 |
| Coppa Italia |       | -       | -       | -       | -       | -       | -       | 1            | 0            | 0            | 1            | 4            | 5            | 1      | 0      | 0      | 1      | 4      | 5      | -1 |
| Totale       |       | 17      | 11      | 3       | 3       | 44      | 24      | 18           | 3            | 3            | 12           | 22           | 48           | 35     | 14     | 6      | 15     | 66     | 72     | -6 |

### Statistiche dei giocatori
| Giocatore        | Serie B  | Serie B | Coppa Italia | Coppa Italia | Totale   | Totale |
| Giocatore        | Presenze | Reti    | Presenze     | Reti         | Presenze | Reti   |
| ---------------- | -------- | ------- | ------------ | ------------ | -------- | ------ |
| L. Alberico      | ?        | ?       | 1            | 0            | 1+       | 0+     |
| P. Barbero       | ?        | ?       | -            | -            | 0+       | 0+     |
| A. Beretta       | ?        | ?       | 1            | 0            | 1+       | 0+     |
| F. Bergamasco    | ?        | ?       | 1            | 0            | 1+       | 0+     |
| A. Bredo         | ?        | ?       | -            | -            | 0+       | 0+     |
| W. Carasso       | ?        | ?       | -            | -            | 0+       | 0+     |
| E. Castigliano   | ?        | ?       | -            | -            | 0+       | 0+     |
| I. Cenci         | ?        | ?       | -            | -            | 0+       | 0+     |
| V. Coltella      | ?        | ?       | -            | -            | 0+       | 0+     |
| D. Donati        | ?        | ?       | -            | -            | 0+       | 0+     |
| G. Donati        | ?        | ?       | -            | -            | 0+       | 0+     |
| D. Gambino       | ?        | ?       | -            | -            | 0+       | 0+     |
| A. Ghione        | ?        | -?      | 1            | -5           | 1+       | -5+    |
| G. Lanino        | ?        | ?       | 1            | 0            | 1+       | 0+     |
| P. Mocca         | ?        | ?       | -            | -            | 0+       | 0+     |
| V. Ottino        | ?        | ?       | -            | -            | 0+       | 0+     |
| A. Prata Pizzala | ?        | ?       | 1            | 1            | 1+       | 1+     |
| D. Poggi         | ?        | ?       | 1            | 1            | 1+       | 1+     |
| G. Pozzo         | ?        | ?       | 1            | 1            | 1+       | 1+     |
| G. Pramaggiore   | ?        | ?       | -            | -            | 0+       | 0+     |
| F. Roncarolo     | ?        | ?       | -            | -            | 0+       | 0+     |
| M. Ruella        | ?        | ?       | 1            | 0            | 1+       | 0+     |
| A. Salati        | ?        | ?       | 1            | 0            | 1+       | 0+     |
| G. Vaccarino     | ?        | ?       | -            | -            | 0+       | 0+     |
| D. Vaglio        | ?        | ?       | -            | -            | 0+       | 0+     |
| G. Vannucci      | ?        | ?       | 1            | 1            | 1+       | 1+     |